# Gorzków (Krasnystaw)
Pour les articles homonymes, voir Gorzków.
Gorzków (prononciation : [ˈɡɔʂkuf]) est un village polonais de la gmina de Gorzków dans le powiat de Krasnystaw de la voïvodie de Lublin dans l'est de la Pologne.
Le village est le siège administratif (chef-lieu) de la gmina appelée gmina de Gorzków.
Il se situe à environ 14 kilomètres au sud-ouest de Krasnystaw (siège du powiat) et 47 kilomètres au sud-est de Lublin (capitale de la voïvodie).
Le village comptait approximativement une population de 264 habitants en 2008.

## Histoire
De 1975 à 1998, le village est attaché administrativement à la Voïvodie de Zamość.

Depuis 1999, il fait partie de la nouvelle voïvodie de Lublin.

## Galerie

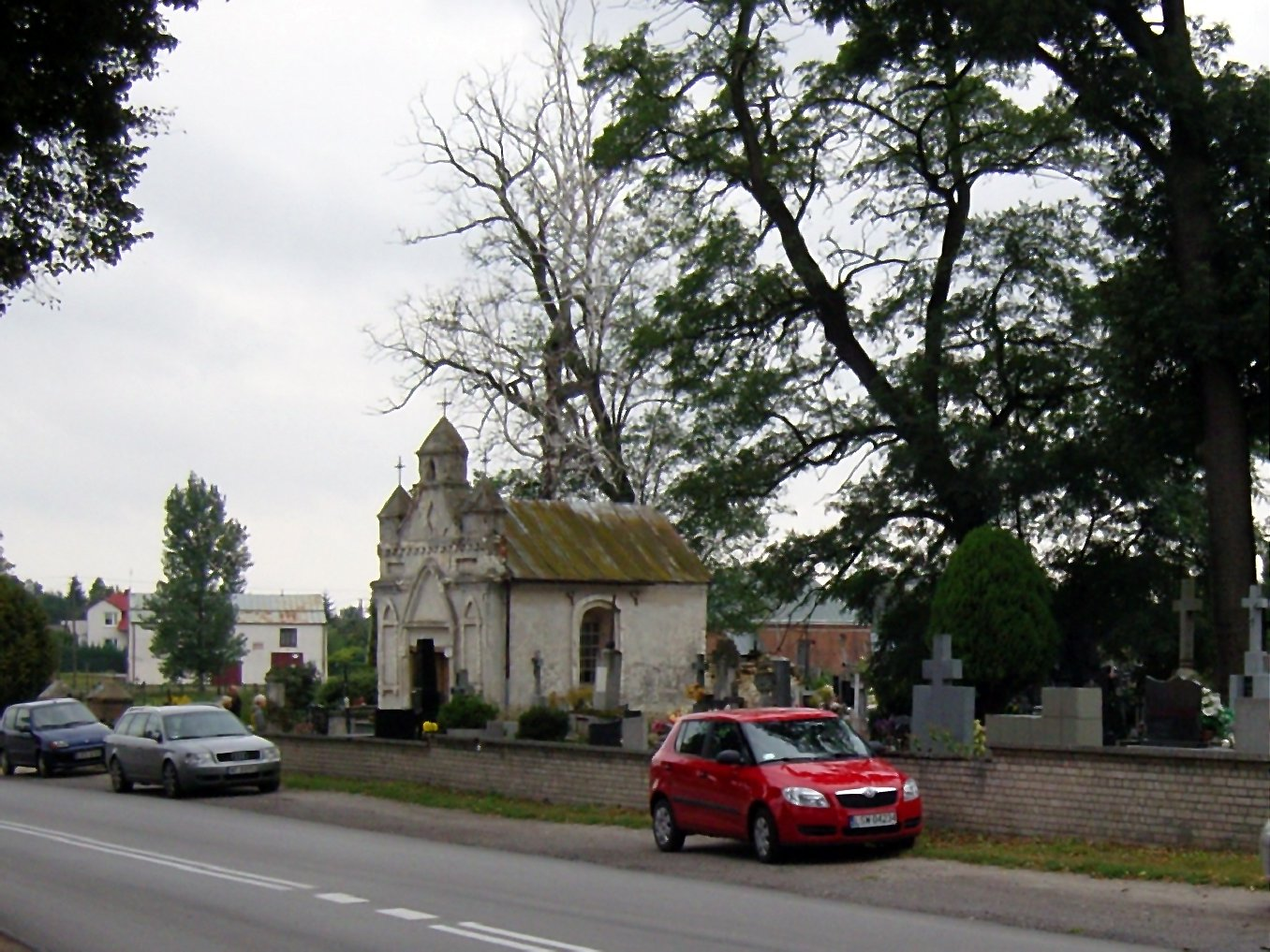
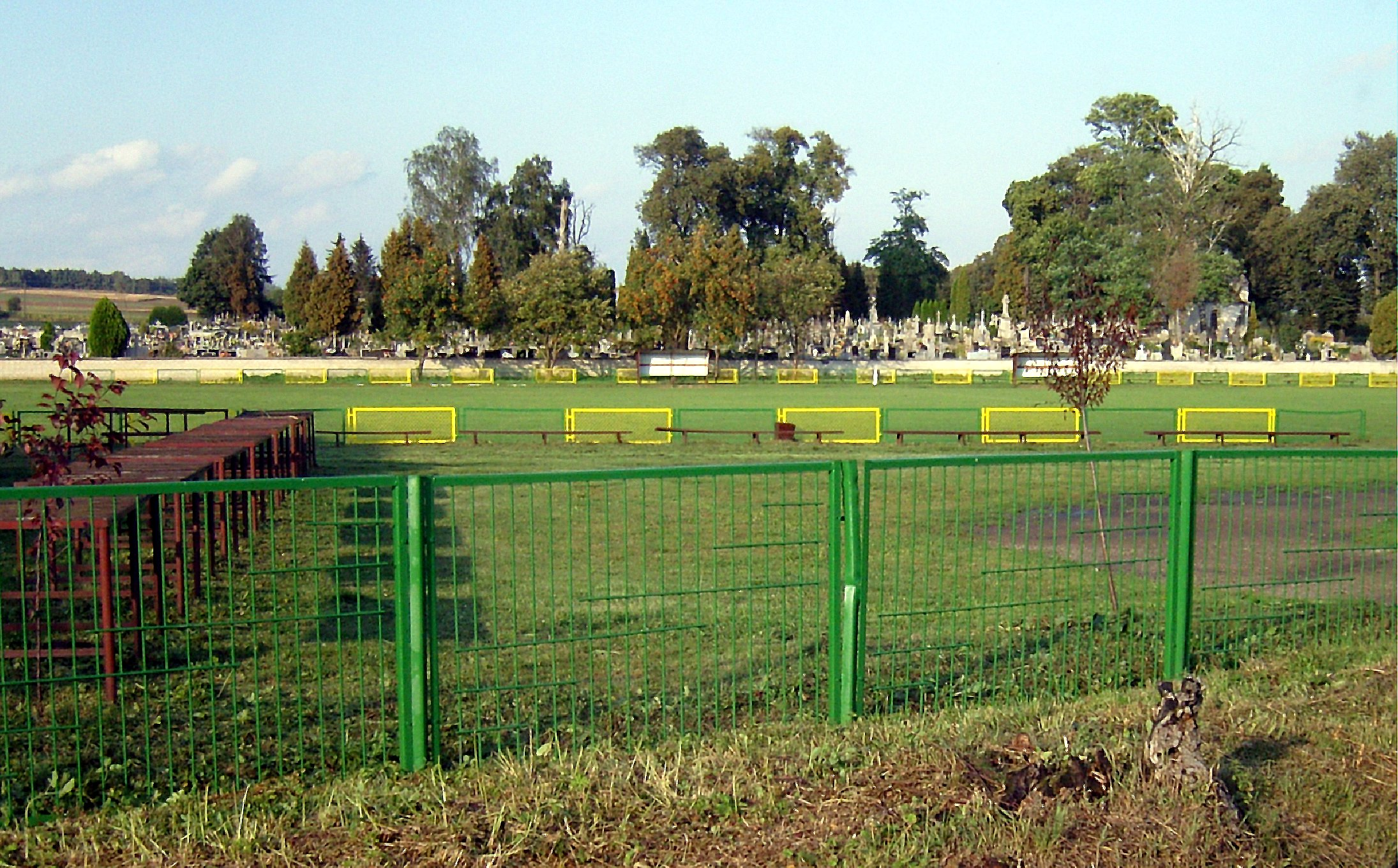
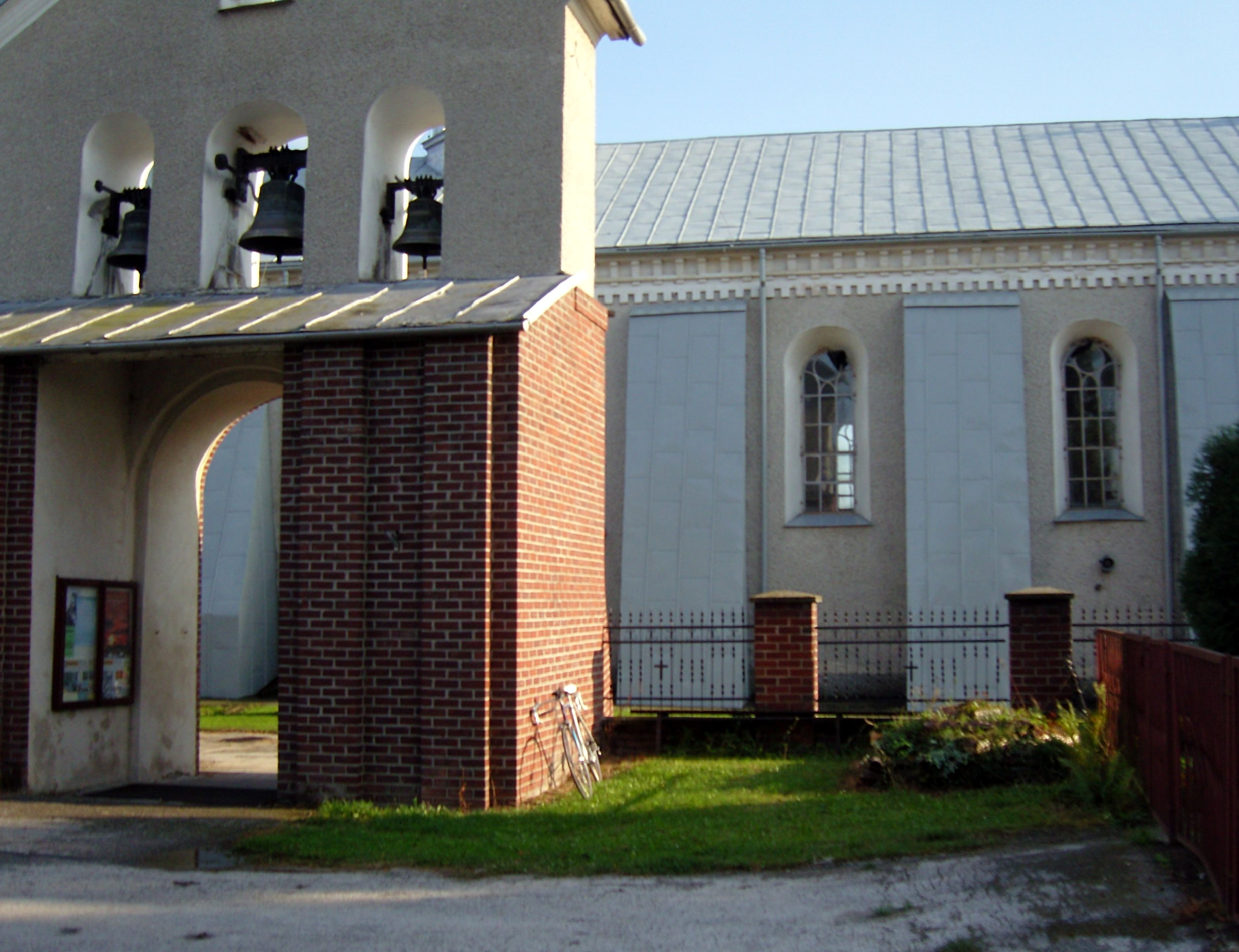
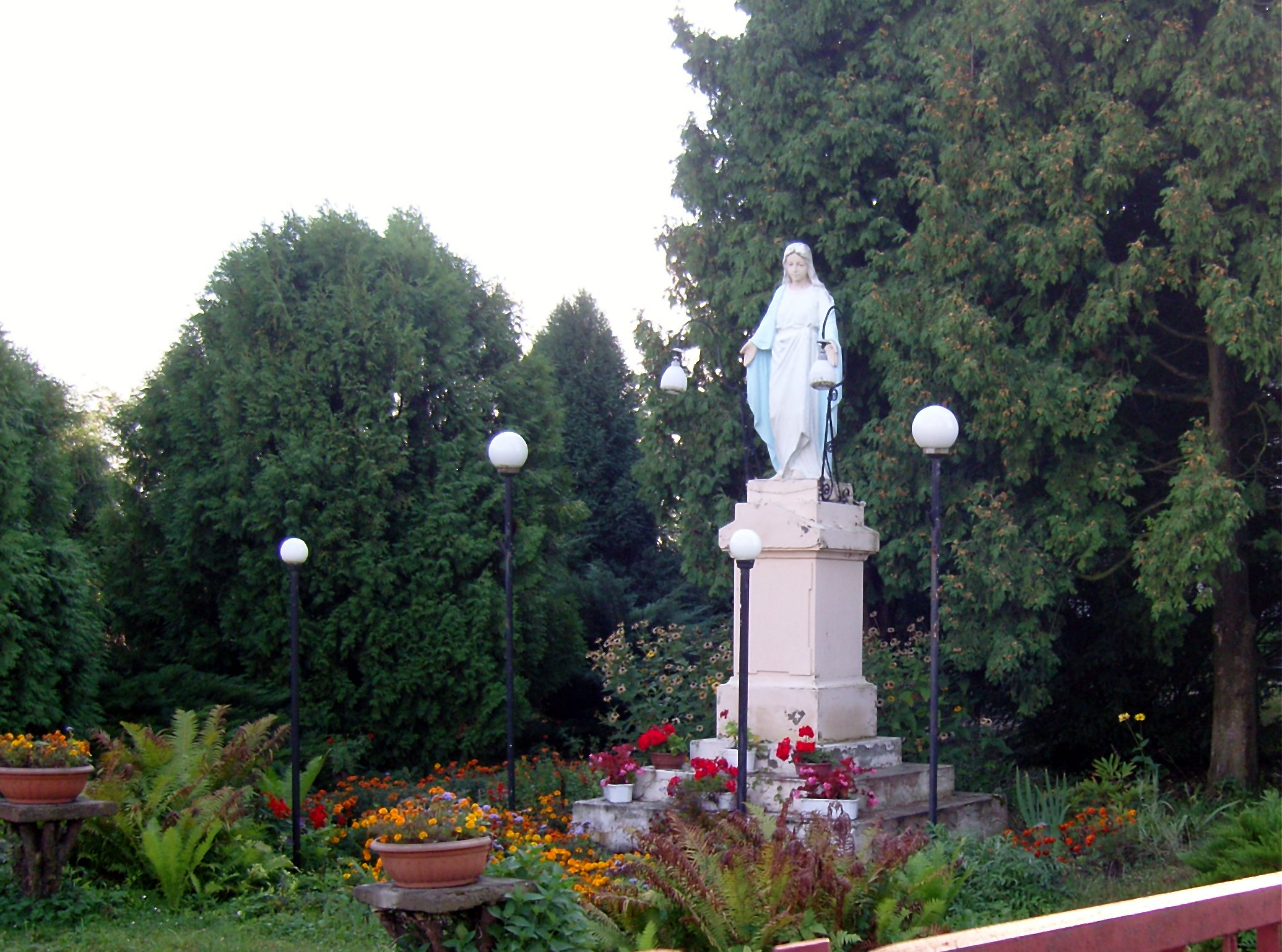

quelques vues de Gorzków